# Stavsnäs
Stavsnäs – miejscowość (tätort) w Szwecji, w regionie administracyjnym (län) Sztokholm, w gminie Värmdö.
Według danych Szwedzkiego Urzędu Statystycznego liczba ludności wyniosła: 1784 (31 grudnia 2015), 1903 (31 grudnia 2018) i 1883 (31 grudnia 2019).